# Colores paneslavos

Los colores paneslavos se introdujeron en 1848 en el Primer Congreso paneslavo en Praga basándose en la bandera nacional del Imperio ruso, copiada de la bandera de los Países Bajos.

Los colores paneslavos son el azul, el blanco y el rojo, y son un símbolo del paneslavismo. Están presentes en muchas banderas de estados eslavos de Europa. La inspiración proviene precisamente de la bandera rusa.
Bulgaria tiene una bandera inspirada en el paneslavismo, pero con el verde en lugar del azul.

## Banderas inspiradas en el paneslavismo

Rutenia[cita requerida]
Rusia
Serbia
Eslovaquia
Eslovenia
Yugoslavia (era monárquica)
Yugoslavia (era socialista)
Serbia y Montenegro
Croacia
Montenegro (1910-1918)
Montenegro (1941-1944)
Sorabia (Sorabos)
Repúblicas Socialistas Yugoslavas de Serbia y Montenegro
República Socialista de Croacia
República Socialista de Eslovenia
Checoslovaquia y República Checa
Protectorado de Bohemia y Moravia
República Srpska
Bulgaria
Nueva Rusia
Idioma intereslavo

## Provincias autónomas, entidades

Chukotka
Crimea
Krai de Primorie
Mari El (1992-2006)
Mari El (2006-2011)
Mordovia
Permiakia
Voivodina

## Otras banderas eslavas

Bielorrusia
Bosnia y Herzegovina
Macedonia del Norte
Montenegro
Polonia
Ucrania
Transnistria